# Pseudodicrania aeneobrunnea
Pseudodicrania aeneobrunnea är en skalbaggsart som beskrevs av Philippi 1861. Pseudodicrania aeneobrunnea ingår i släktet Pseudodicrania och familjen Melolonthidae. Inga underarter finns listade i Catalogue of Life.